# Steinbrunn-le-Bas
Steinbrunn-le-Bas là một xã trong tỉnh Haut-Rhin, vùng Grand Est ở đông bắc Pháp. Xã này có diện tích 8,58 kilômét vuông, dân số năm 1999 là 663 người. Khu vực này có độ cao 275 mét trên mực nước biển.